# Siglophora cinnamomina
Siglophora cinnamomina är en fjärilsart som beskrevs av Kobes 1983. Siglophora cinnamomina ingår i släktet Siglophora och familjen trågspinnare. Inga underarter finns listade i Catalogue of Life.